# Новинний портал
Новинний портал (або портал новин) (англ. news portal) — є мережевий медіаресурс, який складається із об'єднаних між собою (як за змістом, так і за навігацією) вебсторінок і спеціалізується на новинному контенті й виконує функцію ЗМІ в інтернеті. Новинний портал володіє майже всіма зазначеними характеристиками новинного сайту, проте є значно складнішим (як структурно-композиційно, так і технологічно) мережевим ресурсом, функціональна платформа якого може складатися більше ніж із одного сайту, мати багато допоміжних сервісів, онлайн-послуг, містити як власний, так і запозичений контент (текстовий, зображальний, аудіовізуальний, інтерактивний, мультимедійний тощо), адаптовуватися до особистісно-орієнтованих запитів користувачів, автоматично генерувати різноманітні контентні вибірки тощо. Основною ідеєю функціонування новинного порталу є формування критичного (максимально розширеного) обсягу інформаційних послуг і сервісів із метою залучення якомога більшої аудиторії. Таким чином, новинний портал для користувача є мережевим медіаресурсом, що надає інтерактивні новинні сервіси, які працюють у рамках єдиного ресурсу, слугують точками доступу до новинної інформації та допомагають шукати її в інтернеті.
Новинний портал є насамперед архітектонічно складним вебресурсом, інформаційним вузлом у всесвітній мережі. Одначе розрізняють самостійні новинні портали, які існують і функціонують лише в інтернеті, та похідні новинні портали, так звані інтернет-клони, або інтернет-версії, створені задля представництва друкованого чи іншого традиційного ЗМІ в мережі, а також із метою розширення його функціональних і аудиторних меж. Ця відмінність впливає не лише на зовнішній вигляд порталів, а й на специфіку їх функціонування. Передовсім наявність зв'язків похідних новинних порталів із первинним виданням зумовлює перенесення притаманних лише традиційним ЗМІ візуальних прийомів моделювання, контентно-смислових, стилістичних і композиційно-графічних особливостей на інтернет-клон. Імітація чи стилізація композиційно-графічної моделі мережевого ресурсу під друковану версію видання засобами вебдизайну підпорядкована зовнішній схожості (айдентиці) обох версій, зорієнтована на впізнаваність ЗМІ, виокремлення його з-поміж інших.
Тривалий час новинні портали були поза увагою вітчизняних і закордонних наукових досліджень із медіакомунікацій, журналістикознавства, соціальних комунікацій, видавничої справи. Останніми роками, як стверджує дослідник новинних порталів О. В. Ситник, зростає інтерес науковців до детального вивчення мережевих медій, провідних інформаційних та вебтехнологій, стратегічного планування роботи й розвитку інтернет-ресурсів, їх комунікативного потенціалу, що зумовлено масовим переходом аудиторії у всесвітню мережу, динамічним ростом довіри до інтернет-медіа, конвергентних медіапроцесів тощо. У зв'язку з відсутністю чіткої стандартизації технічних, технологічних і контентних складників мережевих ресурсів мають місце їх різноманітні технологічні та змістові модифікації, гібридизація медій, які абсорбують ті чи інші ознаки, характерні для інших типів інтернет-ресурсів. Таким чином, виникають нові, які складно однозначно долучити до певного типу.